# Jorge González Torres
Jorge González Torres (Mexico-Stad, 1942) is een Mexicaans politicus van de Groene Ecologische Partij van Mexico (PVEM).
González Torres werd geboren in een vooraanstaande familie in de hoofdstad. Zijn broer Victor González Torres is voorzitter van de apotheekketen Farmacias Similares, en zijn schoonvader Emilio Martinez Manautou was minister van gezondheid en gouverneur van Tamaulipas. González Torres studeerde internationale betrekkingen aan de Nationale Autonome Universiteit van Mexico (UNAM) en aan de Ibero-Amerikaanse Universiteit. Hij sloot zich aan bij de Institutioneel Revolutionaire Partij (PRI) maar stapte uit die partij en richtte in 1991 de PVEM op, waarvan hij de eerste voorzitter werd. Hij was presidentskandidaat voor de PVEM tijdens de verkiezingen van 1994 waar hij 0,93% van de stemmen gehaald; een teleurstellend resultaat, waardoor zijn partij besloot bij presidentsverkiezingen voortaan kandidaten van andere partijen te steunen. In 1997 was hij kandidaat voor het burgemeesterschap van Mexico-Stad, bij de eerst verkiezingen die daarvoor werden gehouden. Hij behaalde 6,9% van de stemmen.
In 2001 droeg hij het voorzitterschap van zijn partij over aan zijn zoon Jorge Emilio González Martínez, wat hem op beschuldigingen van nepotisme is komen te staan.